# Røst Lufthavn
Røst Lufthavn (IATA: RET, ICAO: ENRS) er en norsk lufthavn, på øen Røst, nord på Røstlandet i Nordland fylke. Det ejes og drives af Avinor.
Røst Lufthavn blev åbnet i 1986 som en af de seneste regionale lufthavne i Norge. Lufthavnen har en asfalteret landingsbane på 880 meter, inkluderet endefeldt.
Operatør af Røst Lufthavn er i øjeblikket Widerøe, der har rutefly til Bodø Lufthavn og Leknes Lufthavn med fly af Dash 8-100, et turbopropellfly med plads til 39 passagerer. Tidligere operererede Kato Air i lufthavnen.

4. December 2003 crash-landede en Kato Air fly under landing i Bodø Lufthavn. Et Fairchild Dornier 228 fly var på vej fra Røst til Bodø, da lynet slog ned i flyet, og piloterne mistede kontrollen med højderoret. De 4 ombord på flyet blev beskadiget, men alle overlevede ulykken.

## Destinationer
|       | Flyselskab | Destinationer |
| ----- | ---------- | ------------- |
| Norge | Widerøe    | Bodø, Leknes  |